# Horní Kamenice
Horní Kamenice là một làng thuộc huyện Domažlice, vùng Plzeňský, Cộng hòa Séc.